# André Bareau
Pour les articles homonymes, voir Bareau.
André Bareau, né le 31 décembre 1921 et mort le 2 mars 1993, est un orientaliste français, indianiste et sinologue, historien spécialiste du bouddhisme ancien.

## Biographie
Né à Saint-Mandé dans une famille modeste, il est nommé instituteur à La Varenne-Saint-Hilaire en 1941. Cette même année, il entame des études supérieures à la Sorbonne, qu'il achèvera en 1946. C'est en préparant une licence en philosophie dans cet établissement qu'il découvre le sanskrit et le pāli. Il soutient en 1947 un mémoire sous la direction de Jean Filliozat sur la notion bouddhique palie d’asaṅkhata (« le non-formé, l'inconditionné »), et entre au CNRS.  Par la suite il étudie le chinois et le tibétain et soutient en 1951 sa thèse L'Absolu en philosophie bouddhique. Évolution de la notion d’asaṃskṛta. Docteur ès lettres, il est professeur au Collège de France de 1971 à 1991 et directeur d'études de philologie bouddhique à l'École pratique des hautes études.
Selon son confrère Gérard Fussman : « Ses grandes qualités lui attirèrent rapidement la reconnaissance académique. [...] On trouve [dans ses écrits] de nombreux textes de vulgarisation : comme la plupart des orientalistes, il jugeait de son devoir de donner au public une image aussi exacte que possible du domaine qu'il étudiait ; [...] il savait aussi qu'un texte, si ancien soit-il, ne s'interprète pas seulement par les méthodes de la philologie. Il avait beaucoup interrogé les moines singhalais de passage à Paris, le vénérable Walpola Rahula en particulier, il avait fréquenté les communautés bouddhiques de Ceylan et d'Indochine, visité les sites anciens et arpenté, dans des conditions parfois difficiles, les routes de l'Inde. Pour avoir voyagé avec lui, je sais que c'était un homme de terrain, un marcheur infatigable regardant ses cartes, scrutant le paysage et capable, s'il le fallait, de dormir à même la terre le ventre à moitié vide sans songer à se plaindre. »

## Œuvre
André Bareau s'est efforcé de comprendre les notions essentielles du bouddhisme, car il voyait dans leur interprétation une cause essentielle des grandes divisions de la communauté bouddhique. Par ailleurs, il a beaucoup travaillé sur la biographie du Bouddha, dont il est devenu un des meilleurs spécialistes sur le plan international. Il s'est concentré sur la date de l'Extinction (Nirvana), et s'est efforcé jusqu'à la fin de dégager les éléments plausibles de la vie du Bouddha. Loin de s'en tenir aux textes, il a aussi mis à contribution la recherche archéologique (en particulier ses études sur le stupa) et épigraphique, et s'est rendu à diverses reprises sur les sites indiens — qu'il connaissait bien — ainsi qu'en Indochine. 
Il a également montré qu'il fallait placer la naissance du Bouddha à Kapilavastu, et non pas à Lumbini comme le fait la tradition,. 

## Décorations
- Officier de l'ordre des Palmes académiques (1972) au titre de « professeur au Collège de France à Paris »[5]

## Ouvrages et articles
- L'absolu en philosophie bouddhique : évolution de la notion d'Asmskrta, Centre Universitaire, 1951, 307 p.
- « La date du nirvâna », Journal Asiatique, vol. 241, 1953, p. 27-52.
- « Les sectes bouddhiques du Petit Véhicule et leur Abhidharmapitaka », Bulletin de l’École française d'Extrême-Orient. Tome 44 N°1, 1951. pp. 1-11.
- Les Sectes bouddhiques du petit véhicule  et leurs Abhidharmapiṭaka, Paris, PEFEO, 1955, 310 p.
- Les premiers conciles bouddhiques, Annales du Musée Guimet, 1955, XII-150 p.
- Bouddha. Présentation, choix de textes, bibliographie, Seghers, coll. "Philosophes de tous les temps", 1962, 222 p.
- Recherches sur la biographie du Buddha dans les Sutrapitaka et les Vinayapitaka anciensl
  - vol. I : De la quête de l'Éveil à la conversion de Sâriputra et Maudgalyâyana, PEFEO, vol. 53, Paris, 1963, 405 p.
  - vol. II, t. 1 : Les derniers mois, le parinirvâna et les funérailles, PEFEO, vol. 77, 1970, 319 p.
  - vol. II, t. 2 : 1971, 342 p. 
  - vol. III : Articles complémentaires, PEFEO, 1995, X-530 p. Articles 1962-1963.
- « La jeunesse du Buddha dans les Sūtrapiṭaka et les Vinayapiṭaka anciens », Bulletin de l'École Française d'Extrême-Orient (EFEO), 1974, t. LXI, p. 199-274
- « La composition et les étapes de formation du Mahâparinirvânasûtra ancien », Bulletin de l'École Française d'Extrême-Orient (EFEO), 1979, 1979, vol. LXVI, p. 45-103
- En suivant Bouddha. Textes choisis et présentés, Éditions Philippe Lebaud, 1985, 303 p.
- Le Bouddhisme indien, in André Bareau, Walter Schubring, Christoph von Fürer-Halmendorff, Les religions de l'Inde, t. III, Payot, coll. « Les religions de l’Inde », 1985, p. 7-246.
- « Lumbinī et la naissance du futur Buddha », Bulletin de l'Ecole française d'Extrême-Orient. Tome 76, 1987. pp. 69-81.
- «Les origines de la pensée bouddhique », Institut bouddhique Truc lâm, 1987.